# Sin aire
Sin aire è un singolo della cantautrice spagnola Ana Mena, pubblicato il 27 marzo 2020 dall'etichetta Sony Music España.

## Descrizione
Il brano, scritto dalla stessa cantautrice con Bruno Nicolas, David Augustave, Maria José Fernández e José Luis de la Peña, è prodotto da Bruno Nicolás Fernández, in arte Dabruk.

## Video musicale
Il video musicale è stato pubblicato in concomitanza all'uscita del brano attraverso il canale YouTube della cantautrice.

## Tracce
Testi e musiche di Ana Mena Rojas, Bruno Nicolas, David Augustave, Maria José Fernández e José Luis de la Peña.
1. Sin aire – 2:53

## Formazione
Musicisti
- Ana Mena Rojas – voce

Produzione
- Bruno Nicolás Fernández (Dabruk) – produzione
- Felipe Guevara – missaggio
- Kevin Peterson – masterizzazione